# 세인트빈센트 그레나딘의 국기

세인트빈센트 그레나딘의 국기 비율 2:3

세인트빈센트 그레나딘의 국기(Flag of Saint Vincent and the Grenadines)는 1985년 10월 21일에 제정되었다. 파란색, 노란색, 초록색으로 구성된 세로 줄무늬 바탕 가운데에는 세 개의 초록색 마름모가 V자 모양으로 놓여 있다.
파란색은 하늘과 바닷물을, 노란색은 그레나딘 제도의 모래를, 초록색은 푸른 식물을 의미하며, V자 모양으로 놓인 세 개의 초록색 마름모는 "앤틸리스 제도의 보석"을 의미함과 동시에 세인트빈센트섬을 의미한다.

## 색상
| 색상 | 파랑               | 노랑                 | 초록               |
| ---- | ------------------ | -------------------- | ------------------ |
| RGB  | 0–38–116 (#002674) | 252–208–34 (#FCD022) | 0–124–46 (#007C2E) |

## 이전의 국기

영국 식민지 시대 (1877년 ~ 1907년)
영국 식민지 시대 (1907년 ~ 1979년)
1979년 ~ 1985년
1985년 3월 ~ 1985년 10월

## 같이 보기
- 세인트빈센트 그레나딘의 국장